# 切利科
切利科（義大利語：Celico），是意大利科森扎省的一个市镇。总面积98平方公里，人口3048人，人口密度31.1人/平方公里（2009年）。ISTAT代码为078034。